# 西羅伊萊克 (明尼蘇達州)
西羅伊萊克（英語：West Roy Lake）是位於美國明尼蘇達州馬諾門縣特溫萊克斯鎮區的一個普查規定居民點。

## 人口
根據2020年美國人口普查的數據，西羅伊萊克的面積為4.18平方千米，皆為陸地。當地共有人口56人，而人口密度為每平方千米13.4人。